# Gian Giacomo Teodoro Trivulzio (detto Teodoro)
Giangiacomo Teodoro Trivulzio (Milano, 27 ottobre 1597 – Milano, 3 agosto 1656) è stato un cardinale italiano.

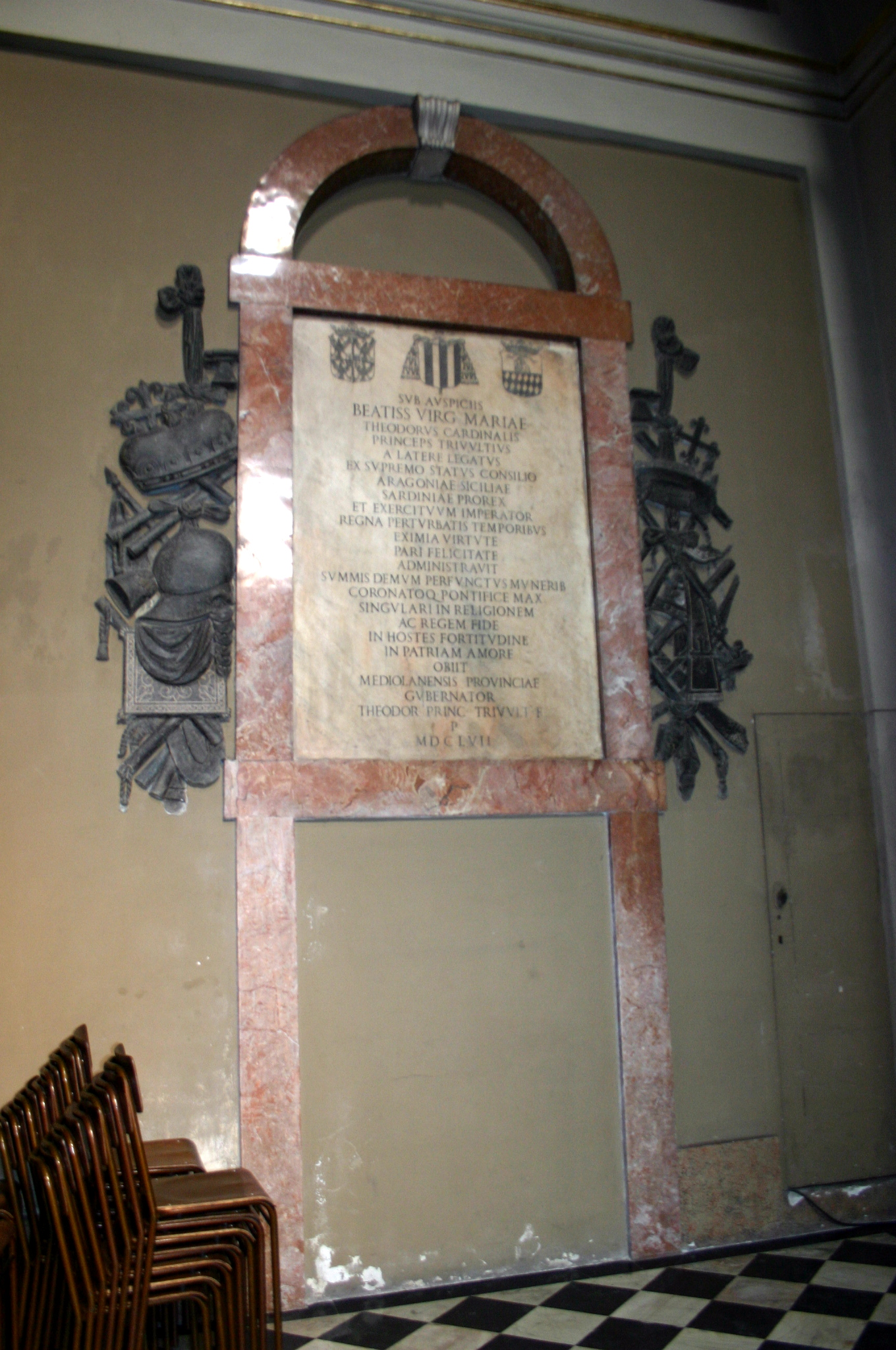
Tomba di Giangiacomo Teodoro Trivulzio nella chiesa di Santo Stefano, Milano.

Era figlio di Carlo Emanuele Teodoro Trivulzio, della nobile famiglia Trivulzio, conte di Melzo e di Caterina Gonzaga, figlia di Alfonso Gonzaga, marchese di Castel Goffredo. Membro della nobile famiglia milanese, il suo cognome viene indicato in alcuni documenti come Vivulzio ed ereditò i titoli di conte di Melzo, signore di Castelzevio e Codogno, ottenendo quello di principe del Sacro Romano Impero e di Musocco e di Mesolina. Egli era pronipote del cardinale Scaramuccia Trivulzio e del cardinale Antonio Trivulzio juniore.

## Biografia
La sua educazione in età giovanile dipese unicamente dalla madre dal momento che suo padre morì in guerra in Belgio quando egli era ancora piccolo. In quegli anni studiò lettere e letteratura, divenendo Cavaliere dell'Ordine di Santiago nel 1606 e patrizio milanese nel 1609. 
Il 10 ottobre 1615 sposò Giovanna Maria Grimaldi, figlia di Ercole I di Monaco e di Maria Landi dei principi di Val di Taro; queste nozze durarono però solo cinque anni prima della vedovanza. Ottenne dalla Dieta imperiale il titolo di Principe di Valle Mesolcina dal 17 settembre 1622, col titolo di "Illustre" dal re di Spagna nel 1623. Naturalizzato tedesco dall’imperatore nel 1625, essendo vedovo dal 1620 poté decidere di intraprendere la carriera ecclesiastica come chierico della camera apostolica quello stesso anno. L'anno successivo divenne Protonotario apostolico partecipante (21 aprile 1626) e Governatore di Collescipoli nel 1628.
Presi gli ordini sacri e vista la sua particolare condizione di nobile, venne creato cardinale da papa Urbano VIII nel concistoro del 19 novembre 1629, ricevendo la porpora ed il titolo di San Cesareo in Palatio il 17 dicembre di quello stesso anno. Legato nelle Marche dal 2 giugno 1631, divenne Governatore generale della milizia nazionale di Milano e Sovrintendente della fortezza milanese nel 1638.
Nel 1635 ottenne la reggenza pro-tempore del principato di Castiglione dalle mani del nipote Luigi Gonzaga.
Commissario imperiale, Grande di Spagna di I classe a partire dal 1642, divenne Viceré e capitano generale d'Aragona nello stesso anno.
Nel 1644 partecipò al conclave che elesse a pontefice Innocenzo X, optando per la diaconia di San Nicola in Carcere dal 17 ottobre di quell'anno. Dal 12 dicembre del 1644 passò alla diaconia di Sant'Angelo in Pescheria, divenendo Presidente e capitano generale del Regno di Sicilia tra il 1647 ed il 1649. Viceré di Sardegna (1649), optò per la diaconia di Sant'Eustachio il 23 settembre 1652, passando a quella di Santa Maria in Via Lata dal 21 luglio 1653. Cardinale protodiacono, partecipò al conclave del 1655 che elesse papa Alessandro VII, e pronunciò in tale occasione l'Habemus Papam. Venne nominato cardinale presbitero di Santa Maria del Popolo dal 14 maggio 1655. Governatore e capitano generale del Ducato di Milano ad interim dal 2 dicembre 1655, rimase in carica sino alla morte.
Morì a Milano il 3 agosto 1656 e venne sepolto nella cappella di famiglia della chiesa cittadina di Santo Stefano.

## Discendenza
Dalla moglie Giovanna Maria Grimaldi (1596-1620), figlia di Ercole I e di sua moglie, la principessa Maria Landi ebbe due figli:
- Ottavia (1618-?), sposò nel 1642 Tolomeo II Gallio, IV duca di Alvito
- Ercole Teodoro (1620-1664), II principe del Sacro Romano Impero e della Val Mesolcina, sposò nel settembre del 1641 la nobile Orsina Sforza

Da una relazione con una donna di cui non ci è giunto il nome nacque:
- Caterina (1632-?), sposò nel 1657 Bernardino Cavazzi della Somaglia, conte e barone della Somaglia

## Opere
- Gridario dell'eminentissimo e reverendissimo signore il signor Theodoro cardinale principe Trivulzio, Milano, Marco Antonio Pandolfo Malatesta, 1656.

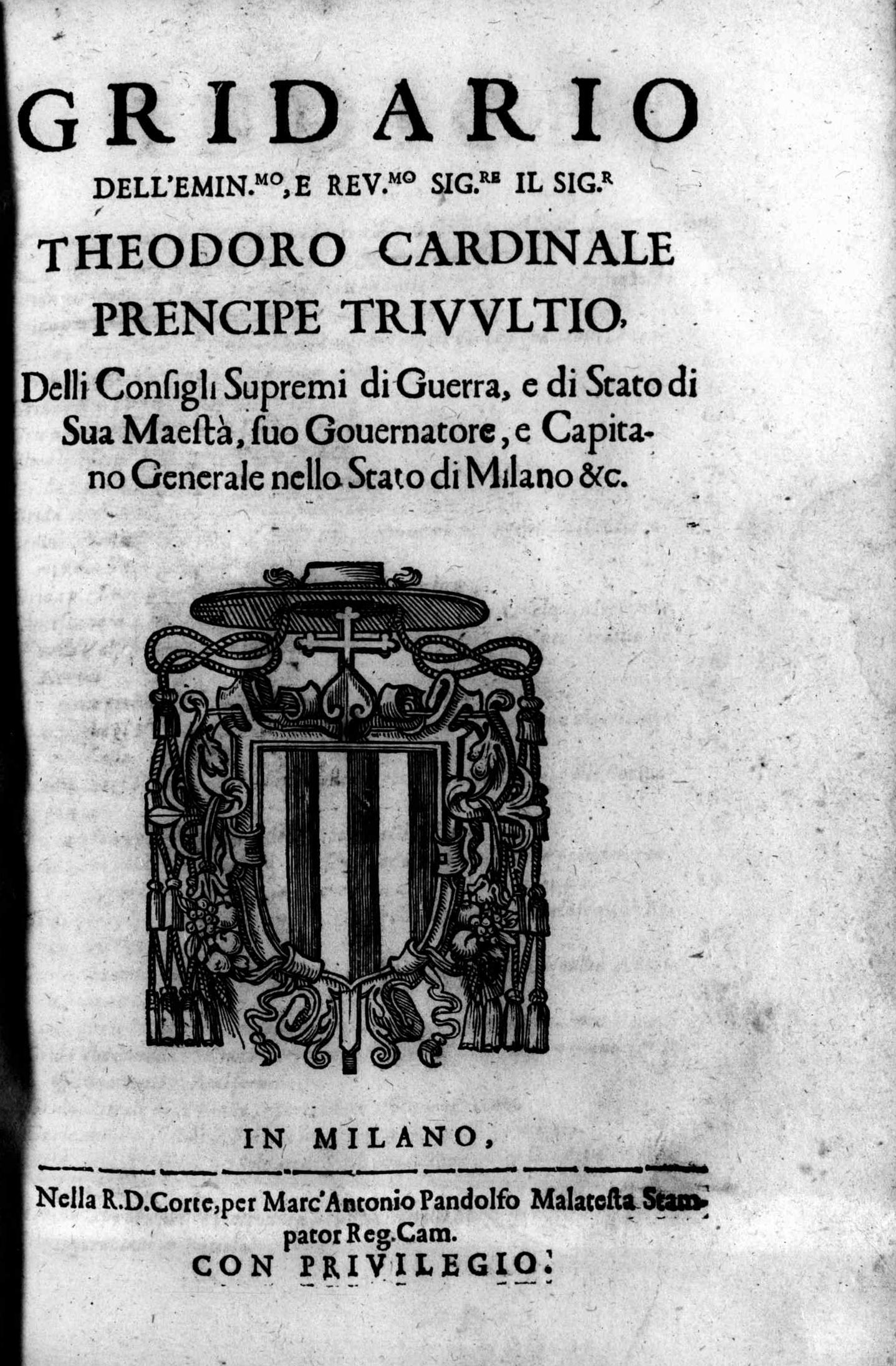
Gridario dell'eminentissimo e reverendissimo signore il signor Theodoro cardinale principe Trivulzio, 1656

## Albero genealogico
|                                                  |                                                |                                                 | Genitori                                    |  |  | Nonni |  |  | Bisnonni                                   |  |  | Trisnonni                |  |
|                                                  |                                                |                                                 |                                             |  |  |       |  |  | Gerolamo Teodoro Trivulzio, Conte di Melzo |  |  | Giovanni Fermo Trivulzio |  |
|                                                  |                                                |                                                 |                                             |  |  |       |  |  | Gerolamo Teodoro Trivulzio, Conte di Melzo |  |  | Giovanni Fermo Trivulzio |  |
|                                                  |                                                | Margherita Valperga                             |                                             |  |  |       |  |  | Gerolamo Teodoro Trivulzio, Conte di Melzo |  |  |                          |  |
| Giovanni Giacomo Trivulzio, Conte di Melzo       |                                                |                                                 |                                             |  |  |       |  |  | Gerolamo Teodoro Trivulzio, Conte di Melzo |  |  |                          |  |
|                                                  |                                                | Antonia Barbiano di Belgioioso                  | Carlo Barbiano, Conte di Belgioioso         |  |  |       |  |  |                                            |  |  |                          |  |
|                                                  |                                                | Antonia Barbiano di Belgioioso                  | Carlo Barbiano, Conte di Belgioioso         |  |  |       |  |  |                                            |  |  |                          |  |
|                                                  |                                                | Antonia Barbiano di Belgioioso                  | Caterina Visconti di Saliceto               |  |  |       |  |  |                                            |  |  |                          |  |
| Carlo Emanuele Teodoro Trivulzio, Conte di Melzo |                                                | Antonia Barbiano di Belgioioso                  |                                             |  |  |       |  |  |                                            |  |  |                          |  |
|                                                  |                                                | Pietro Antonio Marliani, Conte di Busto Arsizio | Paolo Marliani                              |  |  |       |  |  |                                            |  |  |                          |  |
|                                                  |                                                | Pietro Antonio Marliani, Conte di Busto Arsizio | Paolo Marliani                              |  |  |       |  |  |                                            |  |  |                          |  |
|                                                  |                                                | Pietro Antonio Marliani, Conte di Busto Arsizio | Ippolita Landriani                          |  |  |       |  |  |                                            |  |  |                          |  |
| Ottavia Marliani                                 |                                                | Pietro Antonio Marliani, Conte di Busto Arsizio |                                             |  |  |       |  |  |                                            |  |  |                          |  |
|                                                  |                                                | Cornelia Rajnoldi                               | Giovanni Giacomo Rajnoldi                   |  |  |       |  |  |                                            |  |  |                          |  |
|                                                  |                                                | Cornelia Rajnoldi                               | Giovanni Giacomo Rajnoldi                   |  |  |       |  |  |                                            |  |  |                          |  |
|                                                  |                                                | Cornelia Rajnoldi                               | Elena Ghillia                               |  |  |       |  |  |                                            |  |  |                          |  |
| Gian Giacomo Teodoro Trivulzio                   |                                                | Cornelia Rajnoldi                               |                                             |  |  |       |  |  |                                            |  |  |                          |  |
|                                                  | Aloisio Gonzaga, I Marchese di Castel Goffredo | Rodolfo Gonzaga, Signore di Castiglione         |                                             |  |  |       |  |  |                                            |  |  |                          |  |
|                                                  | Aloisio Gonzaga, I Marchese di Castel Goffredo | Rodolfo Gonzaga, Signore di Castiglione         |                                             |  |  |       |  |  |                                            |  |  |                          |  |
|                                                  | Aloisio Gonzaga, I Marchese di Castel Goffredo | Caterina Pico della Mirandola                   |                                             |  |  |       |  |  |                                            |  |  |                          |  |
| Alfonso Gonzaga, II Marchese di Castel Goffredo  | Aloisio Gonzaga, I Marchese di Castel Goffredo |                                                 |                                             |  |  |       |  |  |                                            |  |  |                          |  |
|                                                  |                                                | Caterina Anguissola                             | Gian Giacomo Anguissola, Conte di Piacenza  |  |  |       |  |  |                                            |  |  |                          |  |
|                                                  |                                                | Caterina Anguissola                             | Gian Giacomo Anguissola, Conte di Piacenza  |  |  |       |  |  |                                            |  |  |                          |  |
|                                                  |                                                | Caterina Anguissola                             | Angela Tedeschi                             |  |  |       |  |  |                                            |  |  |                          |  |
| Caterina Gonzaga                                 |                                                | Caterina Anguissola                             |                                             |  |  |       |  |  |                                            |  |  |                          |  |
|                                                  |                                                | Cesare Maggi, Conte Maggi                       | Bartolomeo Maggi                            |  |  |       |  |  |                                            |  |  |                          |  |
|                                                  |                                                | Cesare Maggi, Conte Maggi                       | Bartolomeo Maggi                            |  |  |       |  |  |                                            |  |  |                          |  |
|                                                  |                                                | Cesare Maggi, Conte Maggi                       | Francesca Bagarotta                         |  |  |       |  |  |                                            |  |  |                          |  |
| Ippolita Maggi                                   |                                                | Cesare Maggi, Conte Maggi                       |                                             |  |  |       |  |  |                                            |  |  |                          |  |
|                                                  |                                                | Bianca dal Verme                                | Marcantonio dal Verme, Conte di Sanguinetto |  |  |       |  |  |                                            |  |  |                          |  |
|                                                  |                                                | Bianca dal Verme                                | Marcantonio dal Verme, Conte di Sanguinetto |  |  |       |  |  |                                            |  |  |                          |  |
|                                                  |                                                | Bianca dal Verme                                | Ippolita Visconti Borromeo                  |  |  |       |  |  |                                            |  |  |                          |  |
|                                                  |                                                | Bianca dal Verme                                |                                             |  |  |       |  |  |                                            |  |  |                          |  |